# MISSION (アイドルグループ)
MISSION（ミッション）は、日本の女性アイドルグループ。

## 概要
1998年6月、フジテレビの『アイドルハイスクール 芸能女学館』に出演していた女子生徒の中から、avexの松浦勝人によって選ばれた5人でグループを結成。プロデュースは平哲夫。
1998年7月23日、シングル『素肌の季節』でエイベックスよりデビュー。4枚目のシングル『かわいいんじゃない？』でオリコン初登場24位を記録するも、アルバムリリースが無いまま2000年に解散した。

## メンバー
それぞれの所属については、MISSION活動当時の所属事務所名とする。
- 沖弥生（おき やよい、1981年2月6日 - ） ヒューマンカンパニー所属
メインボーカル。
グループ解散後はHipp'sのメンバーとして活動するが、CDデビュー前に脱退と同時に芸能界を引退。
- 橋本真実（はしもと まみ、1984年1月30日 - ） テンカラット所属
セカンドボーカル。4枚目のシングル『かわいいんじゃない?』リリース後、解散前に脱退。
長年所属していた事務所から独立し、女優として活動。
- 三浦絵理子（みうら えりこ、1980年9月28日 - ） スターダストプロモーション所属
解散後、女優としてドラマ出演。芸能界を離れて埼玉県戸田市で子供服店のオーナーを務めていたが、2008年8月30日閉店。直後の10月23日に芸能活動を再開したが、2009年5月30日のブログにて再度芸能界引退を発表した。
- 折田みゆき（おりた みゆき、1982年9月18日 - ） ライジングプロダクション所属
解散後はHipp'sのメンバーとして再デビュー。『THE夜もヒッパレ』終了と同時に芸能界を引退。
- 佐藤千寿子（さとう ちずこ、1982年2月4日 - ） ルノンプロモーション所属
解散と同時に芸能界を引退。

## 出演

### テレビ
- アイドルハイスクール 芸能女学館（1998年4月 - 1999年3月、フジテレビ）
- ミュージック・ジャンプ (GIRL'S SIDE) （NHK BS2）
- ポップジャム （1998年8月1日・12月12日、1999年3月27日、NHK総合）
- 国産ひな娘（1999年4月 - 9月、テレビ東京）
- うたばん(TBS系列)
- Channel-a(テレビ神奈川)
- HEY!HEY!HEY! MUSIC CHAMP(フジテレビ系列)
- L×I×V×E（1999年4月 - 6月、TBS）折田・橋本のみ
- 24時間テレビ（日本テレビ）
- THE夜もヒッパレ(日本テレビ)

### ラジオ
- MISSIONスクール（1998年4月 - 1999年3月、ニッポン放送）
- JUNGLE PARADISE（1999年4月 - 6月、FM富士）
4月の第1回放送には橋本を除く4人で出演（橋本は電話にて出演）。
当初、4月は沖、5月は三浦、6月は佐藤、7月は折田が月ごとにアシスタント担当予定だった。
しかし橋本の脱退の影響か（後述）6月19日の放送で突如、佐藤が降板（番組上では「MISSION多忙のため」となっていた）。その影響で、折田は1度も出演が無いままになった。
代役は、かつての『アイドルハイスクール 芸能女学館』つながりで、国仲涼子や村田洋子が務めた。

## シングル
- 素肌の季節（1998年7月23日発売 / AVDD-20261）
  1. 素肌の季節
  2. Come with me
- Show me × Show me（1998年11月11日発売 / AVDD-20270）
  1. Show me × Show me
  2. Follow You
- Power Game（1999年3月25日発売 / AVDD-20292）
  1. Power Game
  2. TELL ME TRUE LOVE
- かわいいんじゃない？（1999年6月2日発売 / AVDD-20313）
  1. かわいいんじゃない？（TBS系テレビアニメ『パワーストーン』エンディングテーマ）
  2. 好きだから

## 写真集
- MISSION（1998年11月、ワニブックス、撮影：山岸伸）ISBN 978-4-8470-2511-2

## イベント
- SHIBUYA109 デビューイベント(1998年7月)
- 新宿ステーションスクエア(1998年11月)

## ライブ
- Midsummer Marine Live（1998年8月）

## エピソード
- 1999年、4枚目のシングル『かわいいんじゃない?』の発売に続いて、9月にもシングルを発売する予定だった。しかし出演予定だった『ポップジャム』などの出演を突如キャンセルした。7月に『THE夜もヒッパレ』（日本テレビ）のマンスリーレギュラー出演の際には、橋本を除く4人になっていた。ただし、脱退前に収録されたと思われる番組には、5人で出演することが多々あった。
- 1999年にリリースした3枚目のシングル『Power Game』が、『文化放送ライオンズナイター』（文化放送）でジングルとして使用されている。
- 活動当時、コンサートや単独ライブなど一度も行っていなかった。
- 当初は主に橋本と沖がツインボーカルを務め、他の3人がダンス・コーラスという構成をとっていたが、橋本脱退後は沖がメインボーカルを取るスタイルになった。
- 各メンバーの所属はそれぞれ違っていた（後述）が、グループとしてはミューズエンターテイメント（後のぱれっと）に所属していた。